# Gabrial McNair
Gabrial «Gabe» McNair (8 de septiembre de 1973) es un músico multiinstrumental conocido por ser músico soporte de No Doubt desde 1993, donde se encargó del trombón, el teclado y algunas voces. 
En 1997 se unió a Green Day, donde participó de la grabación de Nimrod, en el que grabó una de las trompetas en «King for a Day»; luego acompañó a la banda en la gira mundial de ese mismo álbum, y junto a Kurt Lohmiller se encargaron tanto de las trompetas, saxofón y trombón, como de darle a la banda una imagen musical más amplia. En el 2000 fue nuevamente incluido en el tour de Green Day en la gira de Warning y un año después los acompañaría también en la gira de International Superhits!, su última participación en Green Day.
McNair tiene su propia banda, llamada Oslo, donde toca la guitarra. Con su banda, Oslo, tocó por distintos lugares de EE. UU. y Canadá, en 2006.
Después de graduarse en Glendora High School (California), fue a estudiar jazz y música clásica a Citrus Community College.
También ha participado en el Harajuku Lovers Tour junto a Gwen Stefani.
Ha aparecido en varios comerciales y shows de televisión, y ha sido coproductor de bandas amateurs.

## Discografía selecta
- "Beacon Street Collection" (No Doubt, 1995)
- "Tragic Kingdom" (No Doubt, 1995)
- "Hang-Ups" (Goldfinger, 1996)
- "Nimrod" (Green Day, 1997)
- "The Nixons" (The Nixons, 1997)
- "Americana" (The Offspring, 1998)
- "Rugrats: The Movie" (Original Soundtrack, 1998)
- "Hitler Bad, Vandals Good" (The Vandals, 1998)
- "Showoff" (Showoff, 1999)
- "Darrin's Coconut Ass: Live from Omaha" (Goldfinger, 1999)
- "Playmate of The Year" (Zebrahead, 2000)
- "Return of Saturn" (No Doubt, 2000)
- "Atomic" (Lit, 2001)
- "Destination Unknown" (Mest, 2001)
- "Rock Steady" (No Doubt, 2001)
- "Tune in, Tokyo..." (Green Day, 2001)
- "Clear" (The Color Red, 2002)
- "Thank You, Uncle Tom" (Caramelize, 2003)
- "50 First Dates" (Original Soundtrack, 2004)
- "True Love" (Toots & The Maytals, 2004)
- "Lit" (Lit, 2005)
- "One Love" (Kimberley Locke, 2005)
- "Disconnection Notice" (Goldfinger, 2005)
- "Look at All the Love We Found" (Various, 2005)
- "Oslo" (Oslo, 2005)
- "Wikked Lil' Grrrls" (Esthero, 2005)
- "Together as One" (Elan, 2006)
- "Harajuku Lovers Live" (Gwen Stefani, 2006)
- "No Shame" (Pepper, 2006)
- "Songs We Sing" (Matt Costa, 2006)
- "The Sweet Escape" (Gwen Stefani, 2006)